# هنتنغتون (نيويورك)
مدينة هنتنغتون هي واحدة من عشر مدن في مقاطعة سوفولك، الولايات المتحدة الأمريكية، تأسست في عام 1653. تقع على الشاطئ الشمالي لونغ آيلاند في شمال غرب مقاطعة سوفولك، هنتنغتون هي جزء من منطقة نيويورك الكبرى. اعتباراً من تعداد الولايات المتحدة 2010، كان عدد سكان المدينة 203,264 .

## أعلام
- جون كولترين
- سيلاس وود
- باربرا مكلنتوك
- هنري ستيمسون
- ماريا كاري